# Michael Schønwandt
Michael Schønwandt, né le 10 septembre 1953 à Frederiksberg, est un chef d'orchestre danois.

## Biographie
Schønwandt a étudié la musicologie à l'université de Copenhague et la direction d'orchestre à la Royal Academy of Music de Londres.
Le répertoire de Michael Schønwandt comprend : Alceste, Le nozze di Figaro, Don Giovanni, Die Entführung aus dem Serail, Idomeneo, Fidelio, Der Fliegende Holländer, Parsifal, Tannhäuser, Der Ring des Nibelungen, Lohengrin, Tristan und Isolde, Macbeth, Simone Boccanegra, Otello, Wozzeck, Falstaff, Eugène Onéguine, La Dame de pique, Turandot, Les Troyens, Salome, Elektra, Rosenkavalier, Die Frau ohne Schatten, Jenufa, La Petite Renarde rusée, Katya Kabanova, Le Grand Macabre et Maskarade de Carl Nielsen.

## Carrière
- 1977 : débuts en tant que chef d'orchestre au Tivoli à Copenhague
- Depuis 1981 : chef principal du Collegium Musicum de Copenhague
- 1984-1987 : chef invité au Théâtre national de La Monnaie Bruxelles
- 1987 et 1988 : Schønwandt dirige Die Meistersinger von Nürnberg de Richard Wagner au Festival de Bayreuth
- 1987-1991 : directeur de l'Orchestre philharmonique de Nice
- 1989-2000 : premier chef invité de l'Orchestre symphonique de Danmarks Radio
- 1992-1998 : directeur musical du Konzerthausorchester Berlin
- 2000-2011 : directeur musical de l’Opéra royal de Copenhague et de l'Orchestre royal du Danemark à Copenhague
- Depuis 2008 : chef invité au Staatsoper Stuttgart
- 2010-2013 : chef d'orchestre de l'Orchestre philharmonique de chambre néerlandais à Hilversum
- 2015 : chef principal de l'Opéra Orchestre national Montpellier

## Discographie sélective
- Hector Berlioz, Requiem, James Wagner, ténor, Ernst-Senff chœur, Rundfunkchor Berlin, Berliner Sinfonie-Orchestra, dir. Michael Schønwandt, CD Kontrapunkt, 1993 (enregistré en avril 1992)

## Décoration
- Commandeur de 1re classe de l'ordre du Dannebrog (2008)